# José Ribelles Comín
José Ribelles Comín (Castellón de la Plana, 7 de julio de 1872 - Barcelona, 19 de septiembre de 1951) fue un bibliógrafo, periodista y animador cultural español.

## Biografía
Era hijo de agricultores modestos. Se inició en el periodismo en su ciudad natal de Castellón de la Plana, donde fundó el semanario literario El Ruiseñor y posteriormente la Revista Industrial y Mercantil. Colaboró con el diario La Verdad de la misma ciudad, defendiendo posiciones conservadoras.
En el año 1898 se trasladó a Barcelona. Allí fundó la revista Barcelona Urbana, dedicada al negocio inmobiliario. Posteriormente ganó una plaza de funcionario de la Diputación de Barcelona y allí fijó definitivamente su residencia. Desde Barcelona colaboró con la sociedad Lo Rat Penat, que le premió por un trabajo sobre el filólogo Pere Labèrnia, Estudi bio-bibliogràfic sobre l'il·lustre fill de la província de Castelló en Pere Labèrnia i Esteller y otro sobre la industria y comercio de la capital de la Plana: Intereses económicos, agrícolas, industriales y mercantiles de Castellón, con la historia del puerto del Grao y del periodismo provincial.
En Barcelona fundó la Hermandad Valenciana de la Madre de Dios de los Desamparados y el Centro Regional Valenciano. En el año 1914 fundó la publicación periódica Biblioteca Valenciana Popular, destinada a editar en Barcelona las joyas antiguas y contemporáneas de la literatura valenciana.
Se considera su obra cumbre la Bibliografia de la Llengua Valenciana, premiada en el año 1905 en un concurso convocado por la Biblioteca Nacional de España, premio otorgado por un jurado presidido por Marcelino Menéndez Pelayo. Contiene un catálogo razonado de todas las obras publicadas en valenciano desde la aparición de la imprenta hasta la época moderna.
Fue socio de mérito de Lo Rat Penat, miembro correspondiente en Barcelona de la Real Academia de Cultura Valenciana y colaborador asiduo de la Enciclopedia Espasa
En el año 1943 publicó un folleto, Arnaldo de Vilanova castellonense?, en el cual reivindicaba que Arnaldo de Vilanova había nacido en Villanueva de Alcolea, tal vez por error al confundir el lugar de nacimiento con Villanueva del Grao.